# لوردانا زفی
لوردانا زفی ( انگلیسی: Loredana Zefi، تلفظ آلبانیایی: [loɾɛdana zɛfi]؛ متولد ۱ سپتامبر ۱۹۹۵)، که بیشتر با نام هنری خود، نام لوردنا نیز شناخته می‌شود، خواننده، خواننده رپ و ترانه‌سرای آلبانیایی-کوزوویی ساکن سوئیس است.

## زندگی و حرفه

### ۱۹۹۵–۲۰۱۸: اوایل زندگی و آغاز کار
لوردانا در ۱ سپتامبر ۱۹۹۵ در یک خانواده آلبانیایی از اوروشواس از مذهب کاتولیک روم در شهر لوسرن، سوئیس متولد شد. او در اینستاگرام با رقص و آواز همراه با موسیقی محبوب از هنرمندانی مانند گیمز، ریانا و Lady Leshurr مشهور شد. در سال ۲۰۱۸، او اولین تک آهنگ خود، «Sonnenbrille» منتشر کرد که موفقیت تجاری را در سراسر اروپا آلمانی زبان تجربه کرد.

### ۲۰۱۹ – تاکنون: پادشاه لوری و مدوسا
در سال ۲۰۱۹، لوردانا برای دومین بار با همسرش موزیک در ترانه «رومئو و ژویت» همکاری کرد و در شماره دو در آلمان به اوج رسید. دو تک آهنگ بعدی «Labyrinth» و «Jetzt rufst du an»، همه در اتریش و آلمان وارد جدول شدند.
در ژانویه سال ۲۰۲۰، تک آهنگ شماره یک «Kein Wort» با همکاری خواننده رپ آلمانی یویو منتشر شد.

## زندگی شخصی
زفی با موزیک، خواننده رپ آلبانیایی-کوزوویی وارد رابطه شد و در سال ۲۰۱۸ با او ازدواج کرد. دختر اول این زوج، هانا را در ۱۸ دسامبر ۲۰۱۸ در شهر لوسرن سوئیس به دنیا آمد. این زوج در اکتبر ۲۰۱۹ از هم جدا شدند.